# Oceanobdella microstoma
Oceanobdella microstoma är en ringmaskart som först beskrevs av Karl Erik Johansson 1896.  Oceanobdella microstoma ingår i släktet Oceanobdella och familjen fiskiglar. Arten är reproducerande i Sverige. Inga underarter finns listade i Catalogue of Life.